# Malwina Zielińska
Malwina Zielińska (ur. w 1977 roku w Gdyni) - była międzynarodowa topmodelka.

## Życiorys
Malwina Zielińska jest jedną z nielicznych i pierwszych polskich modelek, które w latach 90. przebiły się na rynek międzynarodowy, obok m.in.: Agnieszki Kotlarskiej, Agnieszki Pachałko, Magdaleny Wróbel, Ewy Witkowskiej, Barbary Milewicz, Agnieszki Martyny i Agnieszki Maciąg. Została odkryta przez pracownika agencji modelek Estren Models w Gdyni w 1994 roku, będąc jeszcze uczennicą liceum plastycznego. Jeszcze w tym samym roku wzięła udział w międzynarodowym konkursie dla modelek Supermodel of The World, w którym zajęła drugie miejsce. To otworzyło przed nią drogę do międzynarodowej kariery. Podpisała zagraniczne kontrakty z agencjami w: Nowym Jorku, Paryżu, Mediolanie i Barcelonie.
W latach 1994–2001 współpracowała z renomowanymi kreatorami mody na świecie, jak: Hermès, Christian Dior, Valentino, Lolita Lempicka, Gianfranco Ferré, Les Copains, Byblo, Joaquím Verdú, Pedro Morago, Roberto Verino, Elie Saab. Odbywała sesje zdjęciowe dla międzynarodowych wydań magazynów mody: Vogue (edycja włoska), Cosmopolitan (edycja włoska i francuska), Harper’s Bazaar (edycja włoska), Biba oraz polskiego magazynu mody Twój Styl.
Pracowała z takim modelkami światowego formatu, jak: Claudia Schiffer, Sibyl Buck, Naomi Campbell, Shalom Harlow, Irina Pantaeva, Carla Bruni, Jodie Kidd, czy Helena Christensen.
W 1996 roku reklamowała w polskiej telewizji szampon Head & houlders.
Międzynarodową karierę zakończyła w 2001 roku, po czym pojawiała się na polskich wybiegach.